# Fritz Eisenstein

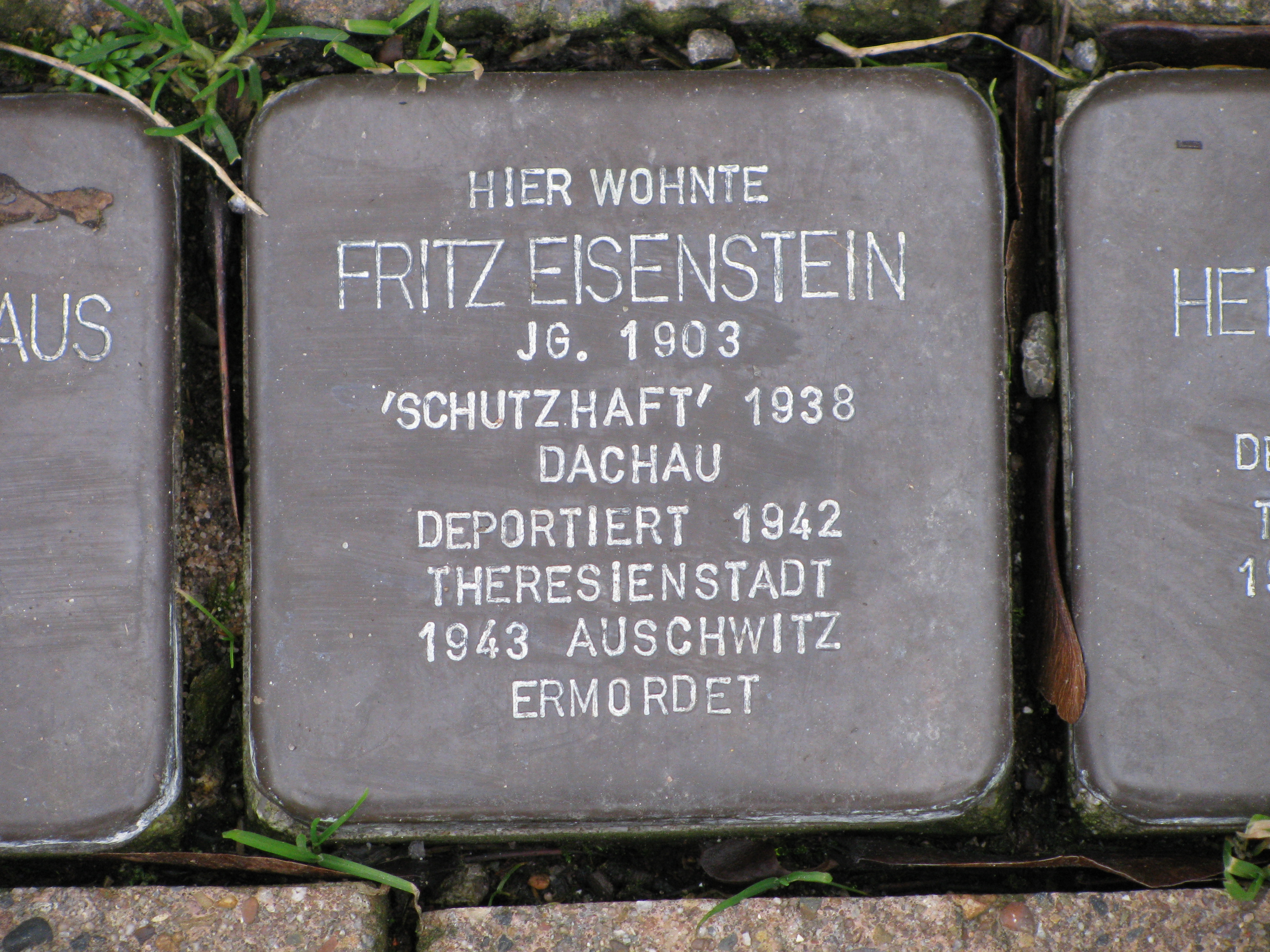
Stolperstein

Fritz Eisenstein (geboren 11. Juli 1903 in Bergheim, Kreis Höxter; ermordet 1943 in Auschwitz) war ein Kaufmann, den die Nationalsozialisten wegen seiner jüdischen Abstammung deportierten und umbrachten.
Fritz Eisenstein war der Sohn der Pferdehändler Sally und Paula Eisenstein. Bei einem Unfall im Schulsport erlitt er eine Verletzung, die zu einer Gehbehinderung führte. Nach dem Besuch des Gymnasiums und der Handelsschule in Detmold zog er nach Berlin und arbeitete im Warenhaus Tietz in der Klosterstraße. Nach einer weiteren Station als Lederhändler in Pforzheim kehrte er 1938 nach Steinheim zurück.

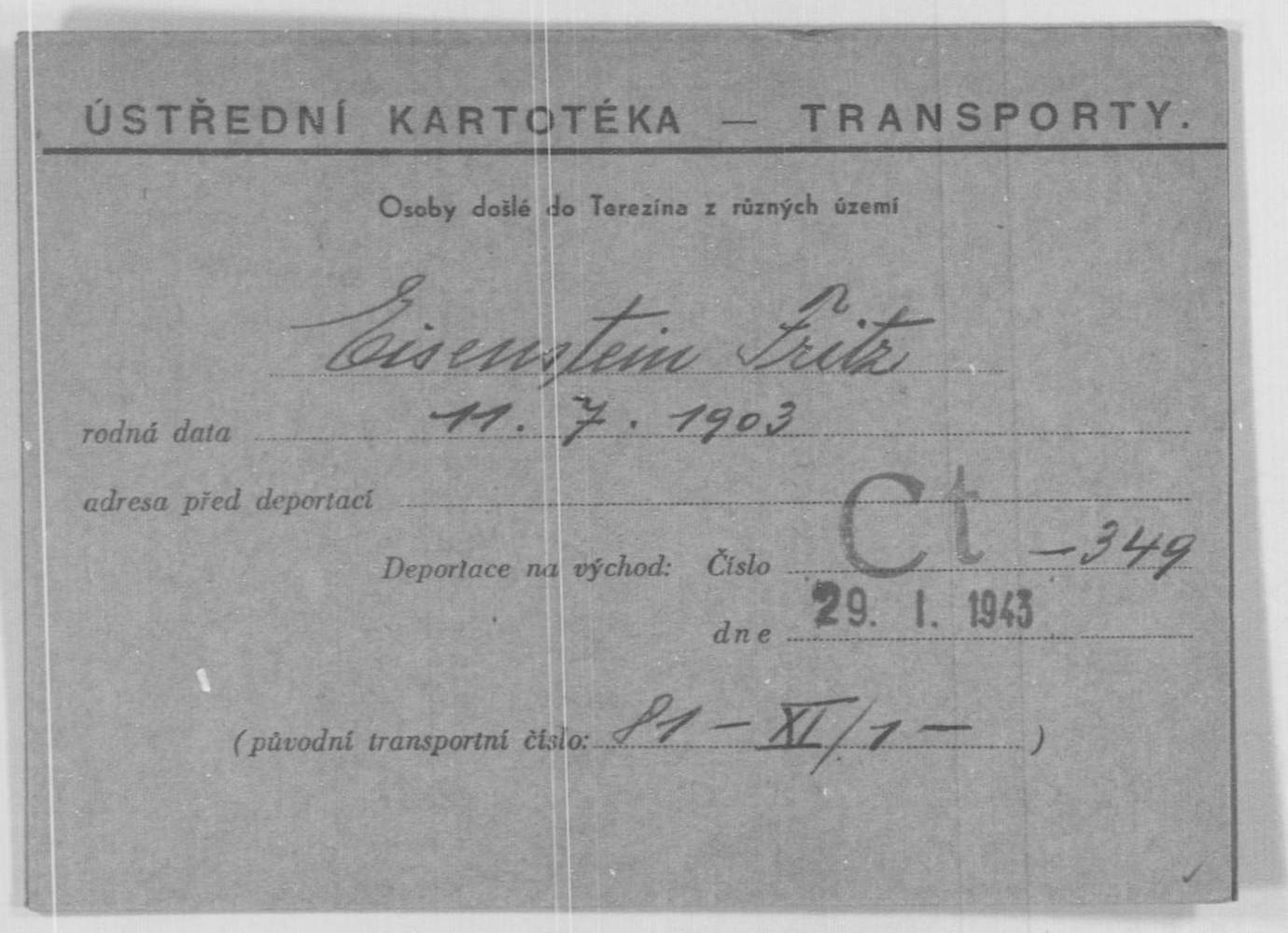
Transportkarte. Ankunft von Theresienstadt in Auschwitz

Ab da deckt sich sein Schicksal mit vielen anderen: Die Novemberpogrome gegen die Juden führten zunächst dazu, dass Fritz Eisenstein 1938 kurze Zeit in „Schutzhaft“ genommen wurde – in seinem Fall war das ein Monat im KZ Dachau. Am 28. Juli 1942 deportierten die Nazis Fritz Eisenstein zusammen mit seiner verwitweten Mutter und seinem Neffen Heinz ins Ghetto von Theresienstadt. Ein halbes Jahr später, im Januar 1943 brachte man Fritz Eisenstein mit dem Neffen ins Konzentrationslager Auschwitz, wo sie ermordet wurden.